# Opération Mato Grosso

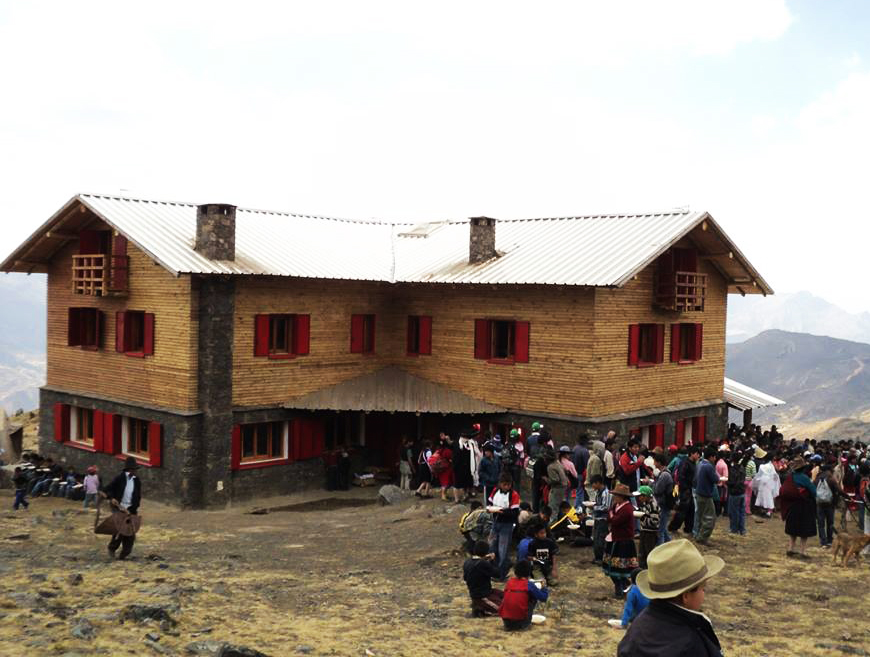
Le refuge Contrahierbas, dans le massif du Contrahierbas (Andes péruviennes), construit en 2010 par des volontaires péruviens et italiens de l'Opération Mato Grosso.

L'Opération Mato Grosso (OMG) est une ONG d'origine italienne qui développe des actions de lutte contre la pauvreté dans plusieurs pays d'Amérique latine par le biais de projets liés à l'éducation, la formation pour le travail, la santé, l'habitat, l'électrification rurale, la promotion de micro-entreprises et d'artisans, entre autres activités qui ont contribué à améliorer la qualité de vie de milliers d'habitants nécessiteux de ces pays.
Bien qu'il soit formellement non confessionnel, les activités de l'OMG en mission sont nettement caractérisées par un esprit chrétien catholique.

## Histoire

### Origine
L'OMG est née dans le val Formazza (province de Verbania) en 1967, lorsqu'un groupe de jeunes, guidés par le père missionnaire salésien Ugo De Censi (1924-2018), décida d'aller au Brésil, précisément à Poxoréo, dans l'État du Mato Grosso, pour construire une école. Au retour en Italie, ils éprouvent le désir de poursuivre leur action caritative et commencent à s'organiser en groupes, à partir d'Arese, pour lancer de nouvelles expéditions en les soutenant avec le revenu de leurs travaux.
Les jeunes réalisent des travaux de groupe en semaine et des camps de travail en fin de semaine. Dans ces derniers les jeunes s'engagent dans la collecte de papier, de ferraille et d'autres matériaux à recycler ; ou bien comme travaillent comme ouvriers dans le secteur agricole, la construction, le nettoyage de sentiers, ou de construction et gestion de refuges. 
Les diverses missions au Pérou, en Équateur, au Brésil, en Bolivie, sont financées grâce aux camps de travail, à l'activité des groupes adultes et à la charité de bienfaiteurs. De nombreuses expéditions sont envoyées en Amérique latine, dans lesquelles les volontaires de l'OMG - jeunes, familles, prêtres - œuvrent, de manière totalement bénévole, dans les domaines éducatif, religieux, sanitaire, agricole et social en général.
Chaque été des groupes de jeunes partent pour des missions d'une durée de six mois.

#### Rapports avec les Salésiens
Après sa naissance, l'OMG fut confrontée aux ferments culturels et politiques issus du mouvement soixante-huitard qui se traduisirent en son sein par un discours plus attentif aux thèmes tiers-mondistes qu'à l'optique missionnaire des Salésiens dont on critiquait la posture d'assistance caritative. C'était la posture reprise par Ugo De Censi à la tête de l'OMG, mais lui-même fut critiqué par ses supérieurs qui se méfiaient de son autonomie, à peine tolérée, et n'admettaient pas l'absence de règles écrites de l'organisation, ni la trop désinvolte ouverture aux laïcs de l'œuvre missionnaire (ce n'est qu'en 1992 qu'il y eut un accord juridique définitif entre De Censi et ses supérieurs, accord qui lui conférait la liberté de poursuivre l'action de l'OMG dans la formule Absentia a domo ratione apostolatus, c'est-à-dire « Absence de la Maison religieuse pour des motifs apostoliques »). 
Si à l'origine, l'OMG fut accueillie, pour des raisons logistiques, par des Salésiens installés en Amérique latine, elle devint en quelques années, par la force des choses, totalement autonome par rapport au mouvement salésien, dont elle ne fut, de toute façon, jamais l'émanation.
Les premiers conflits se produisirent au Brésil. A Sangradouro, dans le Mato Grosso, l'OMG collaborait avec les Salésiens dans l'assistance aux Indiens Xavántes. En 1971 l'OMG achevait l'hôpital et s'apprêtait à construire un dispensaire dans les environs, à São Marcos. Mais les divergences sur la manière de traiter les Indiens, dont les enfants étaient internés à des fins éducatives, conduisirent à l'éloignement de l'OMG de la part de l'Inspecteur des salésiens. Les motifs retenus, consignés dans une lettre adressée à Ugo De Censi le 30 mai 1973, ne laissent aucun doute : les Salésiens ne toléraient pas d'autres points de vue dans la gestion des populations indiennes. L'année suivante, ils ne s'opposèrent pas à la politique de confiscation des terres indiennes. A Paraíso do Leste un volontaire est mort en 1969, renversé par son tracteur.

#### Tiers-mondisme et laïcité
Trois autres expéditions, ouvertes aussi dans le Mato Grosso, l'une à Jauru en janvier 1972, une deuxième près de Jauru en avril 1973 (à Taquaruçu) et la dernière à Reserva do Cabaçal en 1974, ont eu un écho particulier dans le mouvement parce qu'elles furent l'occasion d'une confrontation, très polémique, entre les options tiers-mondistes et laïques d'un côté et les positions de ceux qui considéraient les volontaires de l’OMG comme de simples auxiliaires des missionnaires, de l'autre. La pomme de discorde fut constituée par la volonté du prêtre romain Nazareno Lanciotti (3 mars 1940 - 22 février 2001), non partagée par toute l'expédition, de construire une église à Jauru, en plus de l'hôpital. Malgré les polémiques, le père Nazareno mena son projet à bien (l'église, achevée en 1975, fut construite par le contremaître Vittorio Fasani, missionnaire laïque suisse). Après avoir quitté l'OMG, il devint un dirigent éminent des Marianistes au Brésil. En février 2001 il fut assassiné par des hommes de main dans un contexte de politique locale (on a parlé de crime politique et d'une vengeance du milieu des propriétaires et francs-maçons). Dans le cadre de l'Église catholique, une demande de béatification est en cours. A Jauru, dans la rue principale qui porte son nom, un monument rappelle le disparu tandis que sur une plaque commémorative apposée sur l'hôpital figure l'inscription : « Ouvrage réalisé par le père Nazareno Lanciotti avec la communauté de Jauru et les bienfaiteurs », sans référence à l'œuvre fondatrice de l'OMG.
La polémique sur l'église de Jaurù ébranla les rapports entre les volontaires de l'OMG et le clergé du diocèse de São Luís de Cáceres dirigé à cette époque par l'évêque Máximo André Biennès. Celui-ci, dans un premier temps, avait donné son consentement à De Censi pour l'installation des groupes OMG dans son diocèse. Mais l'évêque, pendant des réunions avec les volontaires et au cours d'un voyage en Italie, se rendit compte de la diffusion des mêmes positions laïques dans les groupes de volontaires OMG de son diocèse. Il annula son autorisation et demanda à De Censi de retirer les trois groupes. Jaurù, Reserva do Cabaçal et Taquaruçu furent fermés ou se vidèrent par le retour progressif en Italie des volontaires. La suppression de ces trois expéditions mit une sérieuse hypothèque sur la possibilité de cohabitation entre laïques et catholiques et entre tiers-mondistes et caritatifs.
En Italie, les groupes connurent de 1971 à 1974 d'intenses débats d'idées. Une fronde, qui entendait développer un discours politique critique à l'égard de la politique d'assistance, avait commencé à s'organiser dans certains groupes (Sesto San Giovanni, Varèse, Lugano, etc.), présentant leurs propres positions au rassemblement national de 1973. A Lugano, en Suisse, le groupe, qui comprenait un noyau de volontaires de retour du Mato Grosso, décida de faire sécession en 1975 en lançant une action de contre-information en faveur des peuples africains de l'aire lusophone, engagés alors dans la construction d'États socialistes(Guinée-Bissau, etc.). De cette scission est issu dans le canton du Tessin le Movimento di controinformazione sul sottosviluppo.
Après la retombée de cette effervescence post-soixante-huitarde, vécue par le père Ugo De Censi comme une période de crise de l'OMG et qui se traduisit par le départ de nombreux volontaires, le père De Censi reprit le contrôle complet de l'organisation. En 1976, il put donc partir lui-même en mission au Pérou, sans jamais revenir en Italie de manière permanente.

#### Assistanat ou coopération?
L'assistance caritative est à la base de l'idéologie catholique du mouvement, mais dès les années 1960 il y eut des projets qui cherchaient à impliquer les populations autochtones, en particulier dans les communautés andines équatoriennes, boliviennes et péruviennes. Ainsi, par exemple, il convient de citer en Équateur la construction d'une scierie à Sucua, gérée par une coopérative, et, à partir de 1970, celle  d'une bonneterie à Salinas, œuvre entre autres de Gabriella Bianchini, ainsi que la participation de l'Opération Mato Grosso à l'équipement des fromageries rurales chez les Indiens équatoriens, à partir de 1978.

#### Confrontation avec le Sentier Lumineux
Dans la Cordillère andine du Pérou, l'activité humanitaire de l'OMG a été découragée dans les années 1980-1990 par le mouvement de guérilla maoïste Sentier lumineux : l'accusation qu'il adressait aux missionnaires était qu'ils maintenaient le peuple dans un état de sujétion à un ordre social qui empêchait la réforme agraire et la prise de conscience de l'identité indienne. Certains volontaires furent menacés par les armes pour les pousser à abandonner leur activité.
L'apogée de cette période de tension a été l'assassinat le 1er octobre 1992 du missionnaire laïque originaire de la Valtellina Giulio Rocca (1962-1992), animateur d'une coopérative de jeunes de gravure sur bois à Jangas.
Après la fin de la révolte sendériste, un autre fait sanglant secoua l'OMG dans les Andes péruviennes. Le 16 mars 1997, à Ancash, le prêtre de Faenza fidei donum, Daniele Badiali, fut enlevé par des bandits avec demande de rançon. Le ravisseur le tua le lendemain d'un coup sur la nuque, probablement parce qu'il avait été reconnu par l'otage.

## L'OMG en 2012
En 2012, l'OMG est présente dans plus de 40 communautés au Pérou, 17 en Équateur, 9 en Bolivie et 12 au Brésil.
En Italie se trouve le moteur de l'opération ; en effet les groupes présents en Italie (un temps aussi en Suisse italienne), soutiennent de loin le travail accompli en Amérique latine, grâce à diverses activités, parmi lesquelles collecte de papier, de vivres, coupes d'herbe, nettoyage de forêts, peinture, brocantes et surtout camps de travail pendant les fins de semaine, en été à la période de Noël.
Le groupe a construit et assure la gestion de plusieurs refuges alpins, parmi lesquels :
- le refuge Gualtiero Laeng dans le Val Camonica,
- le refuge des Anges au Morion en Valgrisenche (Aoste),
- les refuges 3A et Claudio et Bruno dans le Val Formazza,
- le refuge Schiazzera dans le Val Saiento,
- le refuge Pier Giorgio Frassati, dans la vallée du Grand-Saint-Bernard[6].

En Italie sont présents plus de 130 groupes qui comptent au total environ 1500 volontaires, entre jeunes et familles. Tous les deux ans, le fondateur du mouvement, le père Ugo De Censi, désormais âgé, rentre en Italie pour tenir des retraites spirituelles auxquelles participent en général une bonne partie des volontaires de l'opération Mato Grosso.